# Râul Ișnovăț
Râul Ișnovăț este un curs de apă din partea centrală a Republicii Moldova. Este afluent pe dreapta al Râului Bâc. Are lungimea de 59 km, iar suprafața bazinului este de 371 km². Ișnovățul izvorăște în partea centrală a Codrilor, la altitudinea de 133 m, curge spre sud și se varsă în Bâc în apropierea orașului Sîngera. Alimentarea râului este mixtă. În lunca Ișnovățului, în apropierea satului Dănceni, a fost construit în perioada sovietică un sistem de lacuri pentru „Stațiunea Experimentală Piscicolă din RSSM”.
Diversitatea floristică a luncii Ișnovățului a fost studiată pe tot întinsul suprafeței acesteia din cadrul rezervației peisagistice Căpriana–Scoreni. Au fost identificate 122 de specii de plante vasculare, și anume 10 specii de arbori, 8 de arbuști, 2 de liane și 102 de plante ierboase.
Cea mai veche mențiune a denumirii, sub forma de „Vișnovăț”, este la 10 februarie 1429, într-un uric de-al lui Alexandru cel Bun, de danie soției sale Marena și copiilor săi din această soție și urmașilor lor, „a mănăstirei Vișnovăț, unde este egumen Chiprian” (astăzi Mănăstirea Căpriana).